# Arauzo de Miel
Arauzo de Miel è un comune spagnolo di 306 abitanti situato nella comunità autonoma di Castiglia e León.
Il comune comprende la località di Doña Santos.